# 長頜副獅子魚
長頜副獅子鱼，为輻鰭魚綱鮋形目杜父魚亞目狮子鱼科的其中一種。分布於東北太平洋區，包括加拿大卑詩省及美國奧勒岡州至加州海域，屬深海底棲性魚類，棲息在水深800至1253公尺的海域，體長可達12公分，生活習性不明。